# Sarah Pinborough
Sarah Pinborough, nota anche con lo pseudonimo di Sarah Silverwood (Milton Keynes, 1972), è una scrittrice britannica.

## Biografia
Nata nel 1972 a Milton Keynes da padre diplomatico, ha trascorso la giovinezza all'estero (Siria, India, Sudan e Russia).
A partire dal suo esordio nel 2004 con l'horror The Hidden, ha in seguito pubblicato numerosi romanzi spaziando tra vari generi quali il fantasy, il gotico e il thriller.
Dal suo romanzo Dietro i suoi occhi del 2017 è stata tratta l'omonima miniserie TV nel 2021.

## Opere principali

### Romanzi horror
- The Hidden (2004)
- The Reckoning (2005)
- Breeding Ground (2006)
- The Taken (2007)
- Tower Hill (2008)
- Feeding Ground (2009)

### Serie Torchwood
- Into the Silence (2009)
- Torchwood: Long Time Dead (2011)

### Trilogia Forgotten Gods
- A Matter of Blood (2010)
- The Shadow of the Soul (2011)
- The Chosen Seed (2012)

### Serie Fairy Tale
- Poison (2013)
- Charm (2013)
- Beauty (2013)

### Altri romanzi
- The Language of Dying (2009)
- Omicidio a Whitehall (Mayhem, 2013), Roma, Fanucci, 2014 traduzione di Arianna Gasbarro ISBN 978-88-347-2609-9.
- Murder (2013)
- The Death House (2015)
- 13 Minutes (2016)
- Dietro i suoi occhi (Behind Her Eyes), Milano, Piemme, 2017 traduzione di Rachele Salerno ISBN 978-88-566-5920-7.
- L'amica del cuore (Cross Her Heart), Milano, Piemme, 2018 traduzione di Gabriella Diverio ISBN 978-88-566-6633-5.
- Un matrimonio perfetto (Dead To Her), Milano, Piemme, 2020 traduzione di Rachele Salerno ISBN 978-88-566-7508-5.

### Romanzi firmati Sarah Silverwood
- The Double-edged Sword (2010)
- The Traitor's Gate (2011)
- The London Stone (2012)

## Adattamenti televisivi
- Dietro i suoi occhi (Behind Her Eyes) miniserie televisiva (2021)

## Premi e riconoscimenti
- Premio Bram Stoker al romanzo: 2013 finalista con A Necessary End
- Premio Locus per il miglior romanzo dell'orrore e dark fantasy: 2018 finalista con Dietro i suoi occhi e 2019 finalista con L'amica del cuore